# Agata Kristi
Agata Kristi (russisch Агата Кристи, auch Agatha Christie) ist eine russische Gothic-Rock-Band unter der Leitung der Brüder Wadim und Gleb Samoilow, die 1987 in Swerdlowsk gegründet wurde. Sie ist nach der britischen Schriftstellerin Agatha Christie benannt.

## Diskografie
Hier sind nur die regulären Alben aufgeführt.
- 1988: Wtoroi front (dt. „Zweite Front“)
- 1989: Kowarstwo i ljubow („Kabale und Liebe“)
- 1990: Dekadans („Dekadenz“)
- 1993: Posornaja swesda („Schandstern“)
- 1995: Opium
- 1997: Uragan („Wirbelsturm“)
- 1998: Tschudessa („Wunder“)
- 2000: Main Kaif? (Wortspiel aus „Mein Kampf“ und russischem Slang für (Drogen-)Rausch)
- 2004: Triller. Tschast 1 („Thriller. Teil 1“)
- 2010: Epilog („Epilog“)